# برکا/ورا
شهر برکا/ورا در ایالت تورینگن در کشور آلمان واقع شده است.